# Épagny (Aisne)
Épagny és un municipi francès situat al departament de l'Aisne i a la regió dels Alts de França. L'any 2007 tenia 327 habitants.

## Demografia

### Població
El 2007 la població de fet d'Épagny era de 327 persones. Hi havia 117 famílies de les quals 20 eren unipersonals (12 homes vivint sols i 8 dones vivint soles), 32 parelles sense fills, 57 parelles amb fills i 8 famílies monoparentals amb fills.
La població ha evolucionat segons el següent gràfic:
Habitants censats

### Habitatges
El 2007 hi havia 144 habitatges, 116 eren l'habitatge principal de la família, 17 eren segones residències i 10 estaven desocupats. 142 eren cases i 2 eren apartaments. Dels 116 habitatges principals, 97 estaven ocupats pels seus propietaris, 13 estaven llogats i ocupats pels llogaters i 6 estaven cedits a títol gratuït; 6 tenien dues cambres, 13 en tenien tres, 35 en tenien quatre i 62 en tenien cinc o més. 85 habitatges disposaven pel capbaix d'una plaça de pàrquing. A 50 habitatges hi havia un automòbil i a 56 n'hi havia dos o més.

### Piràmide de població
La piràmide de població per edats i sexe el 2009 era:
| Homes | Edats   | Dones |
| ----- | ------- | ----- |
| 0     | 95 o +  | 0     |
| 0     | 90 a 94 | 0     |
| 0     | 85 a 89 | 0     |
| 4     | 80 a 84 | 4     |
| 0     | 75 a 79 | 8     |
| 4     | 70 a 74 | 4     |
| 12    | 65 a 69 | 8     |
| 20    | 60 a 64 | 4     |
| 4     | 55 a 59 | 8     |
| 12    | 50 a 54 | 4     |
| 8     | 45 a 49 | 12    |
| 20    | 40 a 44 | 12    |
| 8     | 35 a 39 | 32    |
| 8     | 30 a 34 | 8     |
| 8     | 25 a 29 | 0     |
| 8     | 20 a 24 | 0     |
| 8     | 15 a 19 | 20    |
| 12    | 10 a 14 | 20    |
| 12    | 5 a 9   | 12    |
| 16    | 0 a 4   | 20    |

## Economia
El 2007 la població en edat de treballar era de 220 persones, 161 eren actives i 59 eren inactives. De les 161 persones actives 129 estaven ocupades (80 homes i 49 dones) i 31 estaven aturades (11 homes i 20 dones). De les 59 persones inactives 7 estaven jubilades, 21 estaven estudiant i 31 estaven classificades com a «altres inactius».

### Ingressos
El 2009 a Épagny hi havia 129 unitats fiscals que integraven 344,5 persones, la mediana anual d'ingressos fiscals per persona era de 15.792 €.

### Activitats econòmiques
Dels 4 establiments que hi havia el 2007, 1 era d'una empresa de construcció, 1 d'una empresa de comerç i reparació d'automòbils, 1 d'una empresa de transport i 1 d'una empresa de serveis.
Dels 2 establiments de servei als particulars que hi havia el 2009, 1 era un paleta i 1 lampisteria.
L'any 2000 a Épagny hi havia 4 explotacions agrícoles.

## Equipaments sanitaris i escolars
El 2009 hi havia una escola elemental integrada dins d'un grup escolar amb les comunes properes formant una escola dispersa.

## Poblacions més properes
El següent diagrama mostra les poblacions més properes.